# Taobao
Taobao (in cinese semplificato: 淘宝网; in cinese tradizionale: 淘寶網; in pinyin: Táobǎo Wǎng; letteralmente: "ricerca della rete tesoro") è un sito web di negozio online cinese simile ad eBay, Amazon e Rakuten, la sua sede è ad Hangzhou ed è gestito da Alibaba Group.
Fondato da Alibaba Group il 10 maggio 2003, Taobao Marketplace facilita al dettaglio il customer to customer (C2C), fornendo una piattaforma per piccole imprese e singoli imprenditori per aprire negozi online che forniscono soprattutto ai consumatori nelle regioni di lingua cinese (Cina continentale, Hong Kong, Macao e Taiwan) e anche all'estero. Alla fine del 2010, il numero di membri registrati su Taobao aveva raggiunto oltre 370 milioni, circa l'80% del mercato cinese di shopping online.
Con circa 760 milioni di inserzioni di prodotti a partire da marzo 2013, Taobao Marketplace è uno dei 10 siti web più visitati del mondo secondo Alexa. Per l'anno fiscale che terminato il 31 marzo 2013, il combinato volume lordo merce (VLM) di Taobao Marketplace e Tmall.com superava 1 trilione di yuan, più di quelli di eBay e Amazon messi insieme. The Economist lo chiama "il più grande mercato online del paese".
I venditori sono in grado di pubblicare merci in vendita sia attraverso un prezzo fisso o un'asta. Le aste costituiscono una piccola percentuale di transazioni. La maggior parte dei prodotti sono nuove merci vendute a prezzi fissi. I compratori possono valutare gli sfondi del venditore dalle informazioni disponibili sul sito, incluse le valutazioni, i commenti e le denunce.